# Извори на Козари
Извори на Козари су многобројне издани на овој водом богатој планини у Републици Српској, Босна и Херцеговина, размештени на простору дужине 70 км и ширине од 20 до 30 км, омеђеном великим рекама Савом на северу, Врбасом на истоку, Саном на југу, Уном на западу и Гомјеницом.  Њени извори су лоцирани  на подручју 7 општина: Нови Град, Костајница, Козарска Дубица, Градишка, Лакташи, Бања Лука и Приједор.  Мало је планина које имају толико извора и толико воде као Козара. Подручје Националног парка Козара има најмање неколико стотина извора пијаће воде, чији се тачан број незне јер нико их још није тачно избројао, али чињеница је да сваки водоток и јарак на овој планини има воде. И то не само у зони Националног парка, већ и на 39 km², у околини која је такође изузетно богата водом.

## Хидрографија Козаре
Вода је темељ и извор живота становницима Козаре и Поткозарја. Национални парк Козара обилује чистим и питким изворима и потоцима. О водном богатству парковског подручја сведочи густина хидрографске мреже, односно водоточна мрежа, која износи 1 км/км2.
Подручје Националног парка „Козара“ је орохидрографско чвориште планине Козаре. На њеном подручју постоје извори готово свих већих потока и река. Потоци су секли дубоко и стварали стрме и дубоке долине.
Национални парк Козара има густу хидрографску мрежу, која се састоји углавном од сталних и мањим делом периодичних водотока. Ова мрежа је веома разграната, радијално-дендроидног типа, а на њено формирање значајно су утицали рељеф и својства геолошке подлоге. Нарочито северни део подручја обилује водотоцима и изворима.
Најзначајнији водотоци на северној страни су Мљечаница, Црна ријека и Моштаница. Ријека Мљечаница има највећи слив и најдужу мрежу притока. Настаје спајањем Велике и Мале Мљечанице.
Поток Стареница (Козарачка ријека), који настаје ушћем Бијеле воде у Јововац, испод Гумлина, усијеца се у југозападне падине Националног парка Козара. Најзначајније десне притоке Старенице су: Уромовац, Котловача и Зовик.
Значајни извори су: Велика и Мала Мљечаница, Грачаница, Уримовац, Котловача, Зовик, Седра, Видова вода, Долинац, Брезовац, Бијела вода итд.
Воде свих извора су доброг квалитета тако да се могу користити за пиће.

## Значај
Хидролошко благо Козаре, и њене изворе хладне пијаће воде, треба пажљивије чувати, посебно у данашњем времену када је количина здраве пијаће воде у свету све мања.

## Брезовачки поток (извор Седра)
Извор Брезовачког потока (који неки зову и Седра) налази се код села Рајковића. До њега се долази успоном на Козару из правца Приједора преко Козарца. Лоциран је на самом улазу у клисуру Козарачке ријеке, са леве стране пута. Вода из овог извора избија из каптаже. На овом месту је изграђена чесма из које се у Козарашку ријеку непрестано слева вода температуре око 11,5 °C.
Како је овај извор најближи Козарцу он спада у најпосјећенији, јер се до њега долази са празним, а одлази са пуним канистерима ....поготово лети, када су становниици Козарца жедни.

## Извор Котловачки поток
Извор Котловачки поток се налази на левој страни Котловачког потока, поред планинарског дома. Температура воде је 11 °C. Вода са чесме се излива у поток Котловац и Козарашку ријеку.

## Извор Јанковићева точак
Извор Јанковићева точак се налази на путу за Мраковицу, пре скретања за Бенковац, са леве стране, асфалтног пута. Температура воде са овог извора је 9 °C. По овом својству вода се овог извор је један од најхладнијих на Козари.

## Извор Мљечанице
Извор Мљечаница се налази на Мраковици, на надморској висини 806 м. Са десне стране споменика на Мречаници подигнута је чесма на којој пише: извор Мљечанице.

## Извор Јовића бунар
Извор Јовића бунара налази се на Мраковици, на њеној североисточној страни, у близини ресторана Бијеле воде, на надморској висини од око 790 м. Са извора стално тече вода температуре 9 °C. која се улива у Црну реку. На извору је изграђена чесма. На чесми пише: 
„У знак захвалности борцима 4. чете који су овде поразили непријатеља 5. децембра 1941. године. Рудник Љубија, 1972.

## Извор Рабије
Извор Рабије налази се испод хотела „Козара“, на источној страни Мраковице. Са врела према Козарачком потоку из њега стално тече мала количина воде. На извору је изграђена чесма.

## Извор Цестаров бунар
Извор Цестаров бунар лоциран је испод врха Мраковице. Из њега вода непрестано тече и улива се у Козарачку реку. На извору је изграђена чесма.

## Извор Јаворов бунар
Изнад Црне реке, на путу од Мраковице ка североистоку, налази се извор Јаворов бунар, смештен у Јаворовом гају и по њему је добио име.

## Извор Капетанов бунар
Извор Капетанов бунар налази се недалеко од извора Јаворов бунар, на самој Мраковици. Из овог каптирано изворишта водом је снабдевано неких објеката на Мраковици. Данас се ова каптажа не користи јер се објекти на Мраковици снабдевају водом са извора Бијеле воде.

## Извор Видове воде
Око висоравни Мраковице налази се извор Видове воде, из кога вода непрестано жубори. У народу постоји веровање да су вода са извор  Видове воде, чак и лековити.

## Извори Беле воде
На самој Мраковици, где је раније каптирано извориште Јовића бунара за снабдевање неких објеката, данас се не користи јер се објекти на Мраковици снабдевају водом са извора Бијеле воде, који се налази испод Голе планине (876 м) и Лисине. (978 м).
Надморска висина извора је око 770 м. Како вода избија из беле седре која се постепено таложила, извор је добио назива извор Беле воде.
Беле воде су јаче хидролошко чвориште. Температура воде је 9,1 °C. Из каптаже на извору Беле воде вода природним путем отиче у басен испод Мраковице, одакле се упумпава у водоторањ висок 30 м, изграђен 1980. године. Одавде се водом снабдиевају хотел "Козара", мотел "Мраковица", ресторан "Бијеле воде" и други објекти.

## Извори на Маслин баиру
Северно од Приједора, на обронцима Козаре, доминира брдо Маслин баир (691 м), на којем има неколико извора. Међу њима је најпознатији Маслиновац. Занимљиво је да вода са овог извора, чија је температура 9 °C збија између две букве.
Овај локалитет Козаре познат је из дана устанка августа 1941. године.

## Извор Лакин точак
У долини Мљечанице према Витловској коси и Мраковици на Козари, са леве стране пута је чесма Лакин точак.
Током офанзиве на Козару, јула 1942. године, око извора је било смештено неколико тешких рањеника, који су ту заувек остали, убијени од стране фашиста. Преживели рањеник Станко Поповић направио је споменик на десној страни пута за Мљечаницу. Воду је спровео цевоводом са извора Лакин точак испод пута и направио чесму. Температура воде на извору са ове чесме је 12 °C. На тој спомен чесми пише:
„Путниче случајни и намјерни, хладећи се на овом козјем извору, знаш ли можда тужну истину о нама рањенима, да смо дали своје животе овдје код Мљечанице, у вријеме када се слободарско јутро купало у потоцима наше крви; да се сутра осећаш боље, путниче случајни и намерни!…1. јула 1972. Станко Поповић

## Извор Пицина вода
Извор Пицина вода добио је овај назив јер су наводно на том месту ашиковали момци и девојке. Вода са овог извора, према речима мештана из насеља уз обод Националног парка, такође има лековита својства и када се попије даје снагу и елан за живот.
Због великог интересовања туриста за овај извор поред њега су постављене клупе и столови за одмор а уређен је и паркинг простор.

## Извори на Витловској коси
Поред пута који води до ушћа Грачанице у Мљечаницу испод Витловске косе налазе се   под крошњама великих букових стабала 2-3 извора, са којих су се хладном водом 1942. године снабдевала партизанска болница у НОБ-у.  На то поред ових извора сведоћи  спомен-плоча посвећена партизанској болници и штампарији.

## Извор код манастира Моштаница
Код манастира Моштаница налази се чесма из које  непрестано тече вода температуре  11 °C.

## Извор Омеровац
Јужно од Пашиног конака је извор Омеровац, поред кога су војници ЈНА подигли чесму. Температура воде овог извора је 9 °C. Вода са овог извора одлази у реку Моштаницу.

## Извор у Врбашкој котлини
На путном правцу од  Босанске Градишке поред асфалтним пута који кроз Подградац улази у Врбашку котлину на Козари, са десне стране пута налази се чесма. Поред овог извора постоји споменик скојевкама. Вода са овог извора која је температуре 10 °C извире из земље, да дубине од  око 100 м, и нешто је хладнија.

## Извор Шибовац
На  путу који ид долином Црне реке, налази се много извора. На улазу у Шибовац, са десне стране пута је извор Шибовац. На извору је направљена чесма на којој пише:
„У знак захвалности борцима Друге чете који су овде 5. децембра 1941. године победили непријатеља. ТП Козара „Приједор, 1972.“
Вода са шибовачке изворске чесме која је температуре 10 °C, отиче у поток Шибовац а затим и у Мљечаницу.

## Извори на Главуши
Међу изворе расуте по Козари, налазе се и два извора на Главуши, на надморској висини од 793 м, из којих вода непрестано тече, и то са једног на север, а са другог на запад.

## Извор Илина вода
Извор Илина вода код Козарашког камена је стари извор, који се улива у Козарашку ријеку.

## Извор Видове воде
Извор Видове воде код Митровића камена непрестано тече и улива се у Козарачку реку.

## Извора Кадине воде
Два-три извора Кадине воде непрестано теку и уливају се у поток Урмовац, који се улива у Козарашку ријеку.

## Извор Замоштаница
Замоштеница извире испод Голе планине. Извор Замоштаница има проток од 27 литара у секунди и температуру воде од 13 °C. Стручњаци тврде да је вода са овог извора изузетно чиста. Извор је каптиран и вода са извора Замоштанице одведена цевима 4 км даље до села Ламовит. Овом водом се снабдева 220 домаћинстава. Неке воде и оранице.
Код Основне школе у Ламовити подигнута је чесма на којој пише: „У знак захвалности палим борцима Прве крајишке пролетерске бригаде, народу и ратним друговима. 21. маја 1973. „
У 18 часова 1. октобра 1981. године температура воде са ове чесме била је 4 °C. То значи да је само 1 °C топлије него на извору у Замоштеници, удаљеној 4 км.
Поред ових извора су: Студенац, Почазбиљска врела, Шиб, Заиновац, Стоиновац, Павковац, у Ламовити, Буковац, Грабовац у Брђанима, Вријеска у Балти. Извор светиња у шуми Ломови, недалеко од Лисине. У близини извора налазила се партизанска болница у Ломовима. Ту се налази спомен плоча.

## Извор Тинов точак
Извор Тадиновог точка избија на надморској висини од око 800 м, испод врха Пројса (871 м), недалеко од Широког Бријега (854 м). Са извора тече хладна и питка вода. Народ каже да је са овог извора најлепша и најбоља вода за пиће.. Тече кроз Хајдучку косу и улива се у реку Голубачу. Воду са извора Тадин точак користио је Штаб Другог крајишког одреда на челу са др Младеном Стојановићем. Ту се налази и спомен плоча.

## Извор Виленик
Извор Виленик, који непрестано тече, однедавно се зове Суботића извор, а налази се између Јаблана и Јакуповца. Вода са овог извора доведена је на чесму у Јакуповцима 5. октобра 1981. године у 14 часова и имала је температуру од 15 °C. На чесми у Јакуповцима је споменик палим борцима НОР-а.

## Бунар у селу Гаревци
Прича о најстаријем бунару у селу Гаревци каже: Овде је живео бегунац који је волео да се о њему прича. 1720. године ископао је бунар дубок 12 м. Тада је бег сакупио 3200 дјевојака и момака и постројио их одавде до Анђелића потока код Козарашког камена, удаљеног 18 км. Од Анђелић потока до овог бунара се из руке у руку додавао камен и за сат времена преношена потребна количина. Из Грмеча је донета каца од тиса. Та када је постављена на дно бунара и избушена са 12 рупа.  Бунар  сазидан од камена, дубока је 12 м и увек има воду на истом нивоу,  од 12 м. Без обзира колико хидрофор баца воду, она је увек на истом нивоу. Данас се зове Бегов бунар, иако је бег давно нестао. Много је прича о називима  бунара и изворима на Козари и Поткозарју.